# Economics and Philosophy
Economics and Philosophy (ЕАР) — журнал Кембриджского университета; выходит с 1985 г. Редакторы журнала: Л. Бовенс (Великобритания), П. Валлентайн (США) и др. В редакционный совет входит лауреат Нобелевской премии Д. Канеман (США).
Цель издания: взаимное обогащение экономической теории и философии при помощи публикации статей и обзоров книг во всех областях, связывающих эти предметы. Основная тематика публикаций: методология и эпистемология экономики, природа рационального выбора, этические проблемы в экономике, использование экономических методов для анализа этики и т. п.
Периодичность публикации журнала: 2 номера в год.